# Келімане
Келіма́не (порт. Quelimane, МФА: [kɨ.ɫi.ˈmɐ.nɨ]) — місто на сході Мозамбіку, на узбережжі Індійського океану, у гирлі річки Бонш Сінайш (Quaqua). Адміністративний центр провінції Замбезія.

## Історія
Місцина вперше відкрита португальцями в 1498 році під час першої морської експедиції в Індію на чолі з Васко да Гама. Португальці назвали місцеву річку Ріо Бонш Сінаш (порт. — Rio dos Bons Sinais, сучасна назва — р. Куаукуа (Quaqua)), оскільки саме тут вони вперше під час подорожі зустріли людей, які повідомили їм, що вже бачили великі кораблі. Це підказало португальцям, що вони на вірному шляху і що незабаром вони знайдуть кораблі і місцевих лоцманів, що зможуть вказати їм дорогу до Індії.
Поселення засновано португальцями в 1530 році португальцями. Отримало статус міста в 1942 році. Навесні 1856 року місто відвідав зі своєю експедицією Давид Лівінгстон.

## Релігія
- Центр Келіманської діоцезії Католицької церкви.

## Транспорт
Має порт четвертий за значенням в країні. Аеропорт.

## Економіка
Харчова промисловість — переробка сільськогосподарської сировини, рибне господарство.